# بريور
بريور (مين) (بالإنجليزية: Brewer, Maine)‏ هي مدينة تقع في الولايات المتحدة في مقاطعة بينوبسكوت (مين). يقدر عدد سكانها بـ 9,482 نسمة ومساحتها 40.61 كم2 وترتفع عن سطح البحر 15 متر.

## التركيبة السكانية
قام مكتب تعداد الولايات المتحدة بتحديد بيانات التركيبة السكانية لبريورفي تعداد الولايات المتحدة. في ما يلي، التركيبة السكانية حسب تعدادي 2000 و2010.

### تعداد عام 2000
بلغ عدد سكان برينتوود 7,693 نسمة بحسب تعداد عام 2000، وبلغ عدد الأسر 3,929 أسرة وعدد العائلات 1,775 عائلة مقيمة في المدينة.
وتوزع التركيب العرقي للمدينة بنسبة 92.68% من البيض و 0.19% من الأمريكيين الأصليين و 3.48% من الأمريكيين ذوي الأصول الآسيوية و 1.81% من الأمريكيين الأفارقة.
بلغ عدد الأسر 3,929 أسرة كانت نسبة 19.7% منها لديها أطفال تحت سن الثامنة عشر تعيش معهم، وبلغت نسبة الأزواج القاطنين مع بعضهم البعض 35.3% من أصل المجموع الكلي للأسر، ونسبة 7.8% من الأسر كان لديها معيلات من الإناث دون وجود شريك، وكانت نسبة 54.8% من غير العائلات. تألفت نسبة 46.5% من أصل جميع الأسر من أفراد ونسبة 11.2% كانوا يعيش معهم شخص وحيد يبلغ من العمر 65 عاماً فما فوق. وبلغ متوسط حجم الأسرة المعيشية 2.88، أما متوسط حجم العائلات فبلغ 1.96.
بلغ العمر الوسطي للسكان 36 عاماً. وكانت نسبة 19.2% من القاطنين تحت سن الثامنة عشر، وكانت نسبة 7.2% بين الثامنة عشر والأربعة وعشرون عاماً، ونسبة 40.2% كانت واقعةً في الفئة العمرية ما بين الخامسة والعشرون حتى والأربعة وأربعون عاماً، ونسبة 19.0% كانت ما بين الخامسة والأربعون حتى الرابعة والستون، ونسبة 14.4% كانت ضمن فئة الخامسة والستون عاماً فما فوق.
بلغ متوسط دخل الأسرة في المدينة 60,643 دولار، أما متوسط دخل العائلة فبلغ 63,311 دولار. وكان متوسط دخل الذكور 47,113 دولار مقابل 38,924 دولار للإناث. وسجل دخل الفرد الخاص بالمدينة 30,645 دولار. وكانت نسبة 3.4% من العائلات ونسبة 5.5% من السكان تحت خط الفقر، وكان من هؤلاء نسبة 5.7% تحت سن الثامنة عشر ونسبة 7.7% في الخامسة والستين من العمر وما فوق.

### تعداد عام 2010
بلغ عدد سكان بريور 9,482 نسمة بحسب تعداد عام 2010، وبلغ عدد الأسر 4,163 أسرة وعدد العائلات 2,448 عائلة مقيمة في المدينة. في حين سجلت الكثافة السكانية 622.6 نسمة لكل ميل مربع (240.4/كم2). وبلغ عدد الوحدات السكنية 4,457 وحدة بمتوسط كثافة قدره 292.6 لكل ميل مربع (113.0/كم2).
وتوزع التركيب العرقي للمدينة بنسبة 95.4% من البيض و 0.8% من الأمريكيين الأصليين و 1.0% من الأمريكيين ذوي الأصول الآسيوية و 0.7% من الأمريكيين الأفارقة و 1.8% من عرقين مختلطين أو أكثر.
بلغ عدد الأسر 4,163 أسرة كانت نسبة 27.1% منها لديها أطفال تحت سن الثامنة عشر تعيش معهم، وبلغت نسبة الأزواج القاطنين مع بعضهم البعض 43.3% من أصل المجموع الكلي للأسر، ونسبة 11.2% من الأسر كان لديها معيلات من الإناث دون وجود شريك، بينما كانت نسبة 4.2% من الأسر لديها معيلون من الذكور دون وجود شريكة وكانت نسبة 41.2% من غير العائلات. تألفت نسبة 31.8% من أصل جميع الأسر من أفراد ونسبة 13.1% كانوا يعيش معهم شخص وحيد يبلغ من العمر 65 عاماً فما فوق. وبلغ متوسط حجم الأسرة المعيشية 2.81، أما متوسط حجم العائلات فبلغ 2.25.
بلغ العمر الوسطي للسكان 41.1 عاماً. وكانت نسبة 20.2% من القاطنين تحت سن الثامنة عشر، وكانت نسبة 8.9% بين الثامنة عشر والأربعة وعشرون عاماً، ونسبة 26.2% كانت واقعةً في الفئة العمرية ما بين الخامسة والعشرون حتى والأربعة وأربعون عاماً، ونسبة 27.6% كانت ما بين الخامسة والأربعون حتى الرابعة والستون، ونسبة 17.1% كانت ضمن فئة الخامسة والستون عاماً فما فوق. وتوزع التركيب الجنسي للسكان بنسبة 47.1% ذكور و52.9% إناث.